# پترولوژی تجربی و کاربردهای آن
پترولوژی تجربی و کاربردهای آن کتابی از علی درویش‌زاده است که در سال ۱۳۶۷ منتشر و در مراسم کتاب سال جمهوری اسلامی ایران به‌عنوان کتاب برگزیده معرفی شد.